# 1013 Tombecka
1013 Tombecka è un asteroide della fascia principale. Scoperto nel 1924, presenta un'orbita caratterizzata da un semiasse maggiore pari a 2,684142 UA e da un'eccentricità di 0,208273, inclinata di 11,890603° rispetto all'eclittica. Ha un diametro di 34,613 km. Ha un periodo di rotazione di 6,053 ore. Ha un'albedo di 0,132.
Fa parte della famiglia di asteroidi Mitidika.
Il suo nome è in onore di Daniel Tombeck, chimico francese che dal 1910 fu segretario della Facoltà di Scienze dell'Università di Parigi.